# Karim Zaza
Karim Zaza (ur. 9 stycznia 1975 w Brøndby) – marokański piłkarz występujący na pozycji bramkarza. Posiada również obywatelstwo duńskie oraz niemieckie.
Jest synem Niemki i Marokańczyka.